# 孟澍江
孟澍江（1921年—2004年），原名孟长泰，男，汉族，江苏高邮人，中国中医温病学家，曾任南京中医学院教授、博士生导师。